# Las-Jawor
Las-Jawor – osada leśna (dawniej gajówka) w Polsce położona w województwie lubelskim, w powiecie puławskim, w gminie Żyrzyn.
W latach 1975–1998 miejscowość należała administracyjnie do województwa lubelskiego.
Według danych państwowego rejestru nazw geograficznych do roku do 2013 r. była tu gajówka, obecnie brak zabudowy.